# Isole Cerbicali
Le isole Cerbicali (in francese Cerbicale, in corso Ciarbicali) sono isole disabitate che fanno parte del comune di Porto Vecchio, al largo della punta Cerbicale.

## Geografia

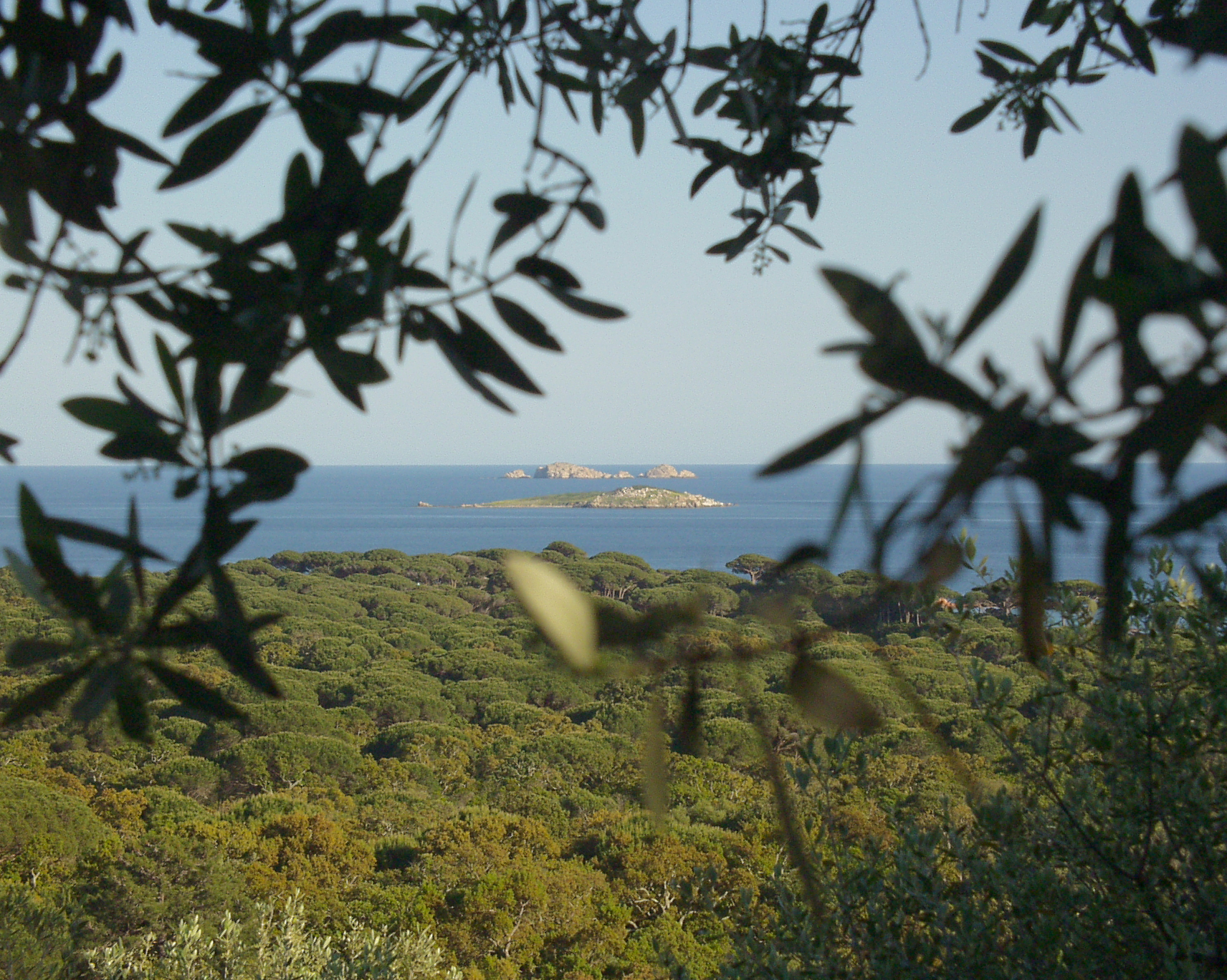
Le isole di Pietricaggiosa e del Toro visti da Palombaggia

La parola cerbicale riporta all'origine del nome all'aspetto brullo delle isole.
Situate tra 1.700 e 2.300 metri dalla costa, da nord a sud sono:
- l'isola Forana
- l'isola di Maestro Maria
- l'isola Piana
- l'isola Pietricaggiosa

a cui talvolta vengono aggiunte due isole:
- l'isola del Toro, situata a 6,4 km dalla costa
- lo scoglio della Vacca, situato a 1 km dalla Forana

Tutte queste isole sono di piccole dimensioni (700m la più grande, Piana) e poco elevate: rispettivamante 34, 35 e 29m per Forana, Piana e Pietricaggiosa, solo 5m per Maestro Maria.

## Ecologia
Per preservare la ricchezza di fauna aviaria e sottomarina, nel 1981 le isole Cerbicali sono state dichiarate riserva naturale; questa riserva è gestita dall'Office de l'Environnement de la Corse (Ufficio dell'ambiente della Corsica).